# Фридрих Мориц (Бентхайм-Текленбург)
Фридрих Мориц фон Бентхайм-Текленбург (на немски: Friedrich Moritz von Bentheim-Tecklenburg) от фамилията Бентхайм-Текленбург е граф на Текленбург 1701 (или 1704) – 1710), господар на Реда 1701 (или 1704) – 1710) и граф на Лимбург (1680/1681 – 1710). По време на неговото управление Текленбург е окупиран от Прусия и се губи най-важната собственост.

## Биография
Роден е на 27 октомври 1653 година. Той е третият син на граф Мориц фон Бентхайм-Текленбург (1615 – 1674) и съпругата му Йохана Доротея фон Анхалт-Десау (1612 – 1695), дъщеря на княз Йохан Георг I от Анхалт-Десау (1567 – 1618) и втората му съпруга Доротея фон Пфалц-Зимерн (1581 – 1631).
От 1666 г. Фридрих Мориц следва в Хайделберг. След това влиза във войкската на епископа на Мюнстер Христоф Бернхард фон Гален. Става полковник в Дания и напуска през 1686 г.
След смъртта на баща му през 1674 г. Фридрих Мориц го наследява заедно с по-големия си брат Йохан Адолф (1637 – 1704). След една година те разделят собствеността. Йохан Адолф запазва за себе си Графство Текленбург и Господство Реда. Фридрих Мориц получава Графство Лимбург, Вефелингховен и Гронау. През 1704 г. той наследява брат си Йохан Адолф.
Умира на 13 декември 1710 година на 57-годишна възраст.

## Фамилия
Първи брак: през 1689 г. със София Терезия фон Ронов-Биберщайн (* 10 декември 1660; † 24 юли 1694), вдовица на граф Фридрих Вилхелм фон Лайнинген-Вестербург (1648 – 1688), дъщеря на граф Йохан Албрехт фон Ронов-Биберщайн (1625 – 1707) и съпругата му Елизабет фрайин фон Биберщайн (1623 – 1683). Деца:
- Мориц Албрехт (1690 – 1691)

Втори брак: на 3 януари 1696 г. за графиня Кристина Мария фон Липе-Браке (* 26 септември 1673, Браке; † 31 януари 1732, Бозфелд), дъщеря на граф граф Казимир фон Липе-Браке (1627 – 1700) и съпругата му графиня Анна Амалия фон Сайн-Витгенщайн-Хомбург (1641 – 1685). Те имат децата:
- Йохана Луиза (1696 – 1735), омъжена на 28 декември 1727 г. за граф Карл Вилхелм фон Сайн-Витгенщайн-Берлебург-Карлсбург (1693 – 1749)
- София Амалия (1697 – 1698)
- Мориц Казимир I (1701 – 1768), граф на Бентхайм-Текленбург-Реда, женен I. за графиня Албертина Хенриета фон Изенбург-Бюдинген в Меерхолц (1703 – 1746), II. 1750 г. за графиня Амалия Елизабет Сидония фон Бентхайм-Щайнфурт (1725 – 1782)